# Aleksandra Albu
Aleksandra Albu (Vulcănești, 14 de julio de 1990) es una artista marcial mixta moldava-rusa que compite en la categoría de peso paja.

## Carrera de artes marciales mixtas
Con anterioridad a entrar en las artes marciales mixtas, Alexandra Albu había participado en competiciones de karate, crossfit y culturismo.
Se esperaba que Albu hiciera su debut promocional contra Julie Kedzie en UFC Fight Night 33 el 6 de diciembre de 2013. Sin embargo, Albu se vio obligada a retirarse del combate debido a una lesión de rodilla.
Albu hizo su eventual debut el 11 de abril de 2015 en UFC Fight Night 64 contra la polaca Izabela Badurek. Albu derrotó a Badurek en el segundo asalto con un estrangulamiento por guillotina.
En julio de 2017, tras un paréntesis de dos años, Albu regresó a la UFC con un combate contra la luchadora estadounidense Kailin Curran en UFC 214, ganando Albu por decisión unánime.
Albu se enfrentó a la también norteamericana Emily Whitmire el 17 de febrero de 2019 en UFC on ESPN: Ngannou vs. Velasquez. Perdió el combate por sumisión en el primer asalto.
Albu se enfrentó a la recién llegada promocional tailandesa Loma Lookboonmee el 26 de octubre de 2019 en UFC on ESPN+ 20. Perdió la pelea por decisión dividida.
En febrero de 2021, se informó que Albu y UFC rescindía contrato.

## Récord en artes marciales mixtas
| Resultado | Récord | Oponente         | Método                                       | Evento                                 | Fecha                 | Ronda | Tiempo | Localización |
| --------- | ------ | ---------------- | -------------------------------------------- | -------------------------------------- | --------------------- | ----- | ------ | ------------ |
| Derrota   | 3–2    | Loma Lookboonmee | Decisión (split)                             | UFC Fight Night: Maia vs. Askren       | 26 de octubre de 2019 | 3     | 5:00   | Kallang      |
| Derrota   | 3–1    | Emily Whitmire   | Sumisión (estrangulamiento por detrás)       | UFC on ESPN: Ngannou vs. Velasquez     | 17 de febrero de 2019 | 1     | 1:01   | Phoenix      |
| Victoria  | 3–0    | Kailin Curran    | Decisión (unánime)                           | UFC 214                                | 29 de julio de 2017   | 3     | 5:00   | Anaheim      |
| Victoria  | 2–0    | Izabela Badurek  | Submission (estrangulamiento por guillotina) | UFC Fight Night: Gonzaga vs. Cro Cop 2 | 11 de abril de 2015   | 2     | 3:34   | Cracovia     |
| Victoria  | 1–0    | Lyubov Demidova  | TKO (puñetazos)                              | Octagon Fight Club                     | 29 de junio de 2013   | 1     | 3:13   | Moscú        |

## Enlaces personales
- Alexandra Albu en Instagram
- Alexandra Albu en X (antes Twitter)
- Esta obra contiene una traducción  derivada de «Aleksandra Albu» de Wikipedia en inglés, publicada por sus editores bajo la Licencia de documentación libre de GNU y la Licencia Creative Commons Atribución-CompartirIgual 4.0 Internacional.

- Datos: Q19837968